# Flore de l'Écosse
La flore de l'Écosse est un assemblage d'espèces de plantes dont plus de 1 600 espèces de plantes vasculaires, plus de 1 500 de lichens et près de 1 000 bryophytes. Le nombre total d'espèces vasculaires est faible comparé à d'autres pays, mais les bryophytes et les lichens sont abondants et ces derniers forment en Écosse une population d'importance mondiale. Plusieurs populations d'espèces rares de fougères existent, bien que l'impact des collectionneurs du XIXe siècle ait mis en péril l'existence de plusieurs de leurs espèces.

## Types de végétations

Carte de la couverture du sol.

### Répartition des différents écosystèmes

Topographie simplifiée de l'Écosse.

L'Écosse est composée de nombreux écosystèmes tempérés, avec des forêts de caduques et de conifères et des landes, dans des paysages de montagne, mais aussi d'estuaires, d'étendues d'eau douce, d'habitats maritimes voire de toundra. Les monts Grampians marquent la limite d'extension de nombreuses espèces, les écosystèmes situés au nord de la chaîne étant à type de toundra.
Environ 14 % de la superficie de l'Écosse est recouverte de forêts, pour la plupart dans le cadre de la sylviculture. Avant l'intervention de l'Homme, les forêts étaient plus étendues, de type boréal calédonien et de forêts de caduques. Bien que désormais réduites, certaines zones abritent encore des vestiges des forêts originelles de pins sylvestres.
17 % de l'Écosse est constituée de landes de bruyères et de tourbières. Le Caithness et le Sutherland possèdent l'une des régions de tourbières les plus étendues et les mieux préservées au monde (blanket bog), qui abrite des espèces uniques,.
75 % des terres d'Écosse sont considérées comme terres agricoles (ceci inclut certaines landes) et les zones urbaines constituent 3 % de la superficie totale. Le nombre d'îles dotées d'une végétation terrestre est d'environ 800 ; 600 de celles-ci sont situées le long de la côte ouest.
L'Écosse possède plus de 90 % du volume et 70 % de la surface d'étendues d'eau douce du Royaume-Uni ; il existe plus de 30 000 lochs d'eau douce et 6 600 systèmes de rivières.

### Composition générale

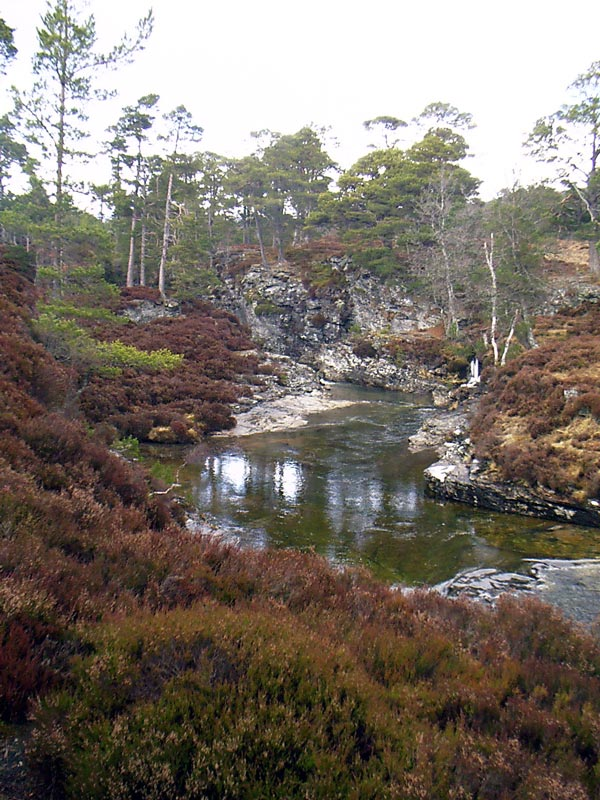
Paysage de montagne typique : Pin sylvestre (Pinus sylvestris), bouleaux (Betula pendula) et bruyère (Calluna vulgaris).

L'Écosse abrite de nombreuses forêts à la végétation climacique. Les espèces prédominantes se répartissent de la manière suivante :
- bouleaux à l'ouest et au nord ;
- pins sylvestres, bouleaux et chênes à l'est des Highlands ;
- chênes (Quercus robur et Q. petrea) et bouleaux dans les Central Lowlands et les Scottish Borders.

Dans les régions d'altitude, certaines rares espèces sont spécialisées des « fourrés de montagne » (moutane scrub), qui s'étendent entre la limite des arbres et les zones d'herbage, et de la haute altitude. En Écosse, ce scrub est caractérisé par des arbustes bas aux branches tourmentées, en raison des vents souvent violents ; il est principalement composé de saules et de genévriers. Les régions de scrub sont aujourd'hui en nette régression. Les causes majeures, plus que le changement climatique, en sont l'élevage de moutons, de chèvres et de daims.
La limite des arbres était plus élevée lors des périodes plus tempérées de l'Histoire. À Creag Fhiaclach, elle se situe en 2009, pour les pins, à 650 mètres d'altitude.
La majorité des côtes maritimes sont des machairs, pâturages fertiles se développant sur les étendues sableuses créées par le retrait de la mer après la dernière glaciation. Les machairs ont reçu une attention considérable de la part des organismes de préservation de l'environnement en raison de leur unique écosystème.

### Impact prévisible du réchauffement climatique
Les modèles climatiques prévisionnels envisagent une élévation de la température moyenne entre 0,5 et 1,5 °C en Écosse en 2050. Ce réchauffement est cependant inférieur à celui des autres régions du monde ; l'impact sur les écosystèmes serait ainsi moins important. Le climat serait de manière générale plus humide, avec des variations importantes de l'importance des changements selon les endroits du pays, ainsi que plus venté et plus nuageux. La mer constituant une barrière naturelle, le pool d'espèces ne changerait pas de manière radicale. Les espèces végétales à croissance rapide, telles que les bryophytes, s'adapteraient plus rapidement que, par exemple, les arbres, et changeraient rapidement d'aires de répartition. La biodiversité des Lowlands du sud augmenterait, au fur et à mesure que les espèces des Highlands reculeraient vers le nord.
L'élévation du niveau de la mer, en 2100, est estimée à 46 cm pour l'Écosse. Ce changement ne serait perceptible que sur les côtes basses et les plages ; une partie des plaines maritimes et de dunes pourrait être ainsi perdue. L'impact sur les écosystèmes d'eau douce serait négligeable, alors que les modifications de l'acidité des sols et l'assèchement de certains terrains par modification de l'hydrographie locale seraient plus importants.
À l'exception des plantes des régions montagneuses et de climat arctique-alpin, le réchauffement climatique ne devrait pas modifier de manière notable la répartition des espèces courantes. L'existence des scrubs et des plantes arctiques semble toutefois très compromise ; en effet, l'isolement de leur écosystème et la rudesse de son climat actuel empêcheront les migrations vers des régions proches partageant ces caractéristiques.
Les activités humaines, en particulier la randonnée, dégradent directement les écosystèmes écossais. En effet, la forte fréquentation des sentiers entraîne une érosion rapide des sols et une disparition des plantes de surface, par piétinement ou en conséquence de l'érosion. Les plantes à fleurs sont les premières concernées, mousses et graminées étant plus résistantes. L'impact de la circulation de véhicules (VTT, quads ou tracteurs) est similaire, mais d'action plus rapide. Les chemins de grande randonnée sont parmi les plus concernés.

## Plantes vasculaires
Confronté aux moyennes des autres régions du monde, le nombre total d'espèces est bas ; cela est dû en partie aux glaciations du Pléistocène (qui ont éliminé la quasi-totalité des espèces indigènes) et à l'apparition de la mer du Nord (qui a créé une barrière ralentissant la recolonisation). L'Écosse héberge cependant nombre d'espèces.

### Angiospermes

#### Monocotylédones

##### Répartition générale

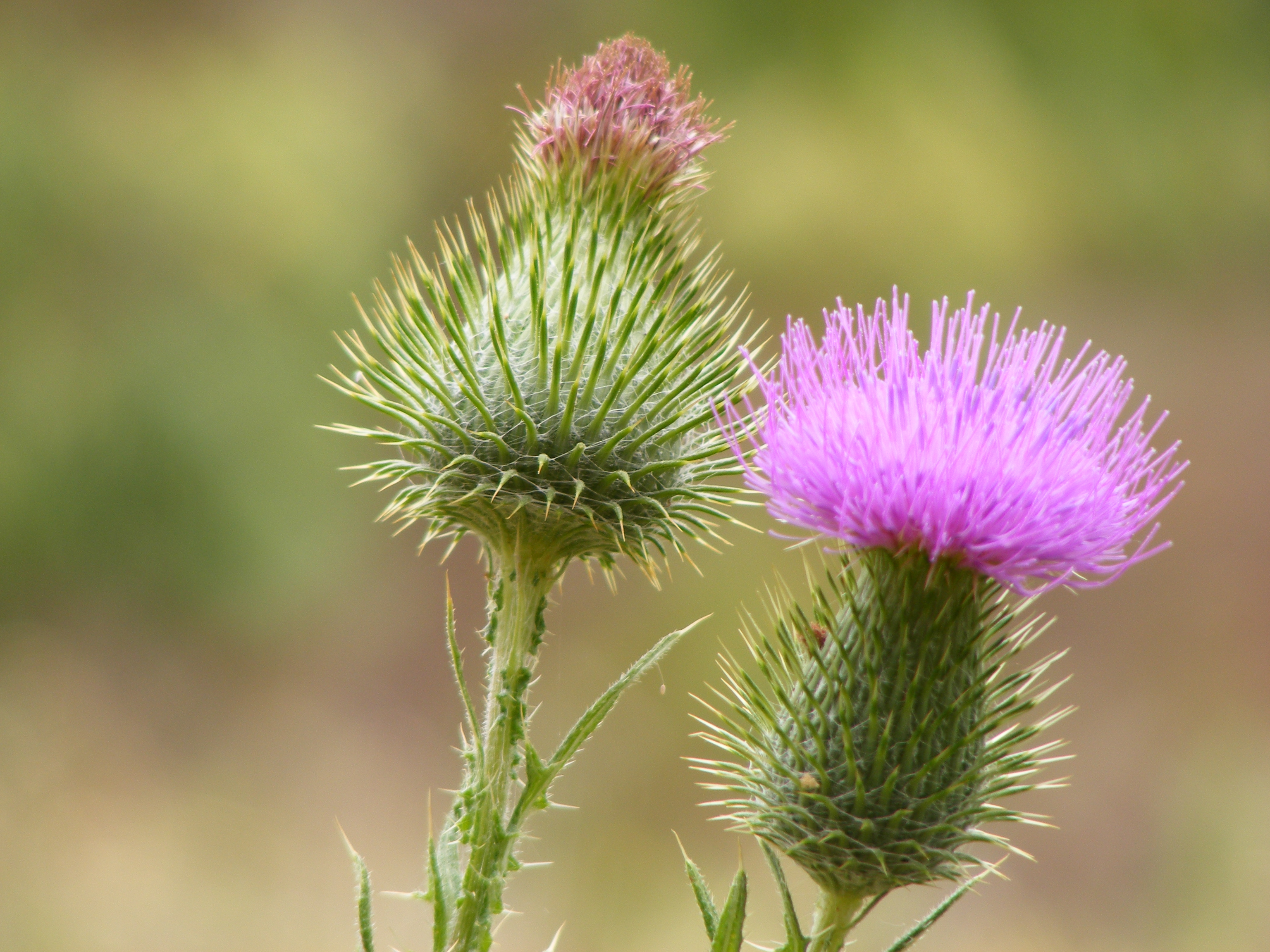
Cirse commun (Cirsium vulgare), l'un des emblèmes de l'Écosse

Les landes à bruyères sont fréquentes et sont riches en bruyère callune, bruyère cendrée, bruyère des marais, piment royal et fétuque. Elles peuvent également contenir de nombreuses espèces plus petites telles que la plaquebière et diverses espèces d'alchémille.
Falaises et montagnes abritent des plantes arctiques et alpines comme les membres des genres Sagina et Minuartia, ainsi que des dryades à huit pétales et des mousses (principalement Huperzia selago).
Dans les îles des Hébrides se trouvent des prairies de plantain, qui se développent particulièrement dans les endroits exposés à l'écume ; les plantains cohabitent alors auprès de l'armérie maritime et de la fétuque rouge.
Dans les paysages de machair se développent des espèces rares, telles que les Spiranthes, le Rhinanthus minor et de nombreuses variétés d'orchis, aux côtés d'espèces plus communes telles que les ammophiles, les boutons d'or, le plantain lancéolé, le séneçon de Jacob et le lotier corniculé. Le Lingusticum scoticum (décrit pour la première fois en 1684 par Robert Sibbald) et les Mertensies sont également des plantes courantes des bords de mer.

##### Espèces endémiques et espèces rares
Cerastium nigrescens est une espèce endémique de l'archipel des Shetland. Elle a été découverte en 1837 par le botaniste Thomas Edmondston. Bien que, au XIXe siècle, la plante fut identifiée dans deux autres sites, elle ne se développe aujourd'hui que sur deux collines de serpentine de l'île de Unst, la plus septentrionale des Shetland,.
La primevère d'Écosse (Primula scotica) est une endémique de la côte nord, ainsi que de Caithness et les Orcades. Elle est très proche des espèces arctiques Primula stricta et Primula scandinavica,.
Epipactis youngiana est une orchidée rare, endémique, trouvée sur les terrils créés par l'industrie minière dans les Central Lowlands. Elle est classée parmi les espèces en danger,.

#### Dicotylédones

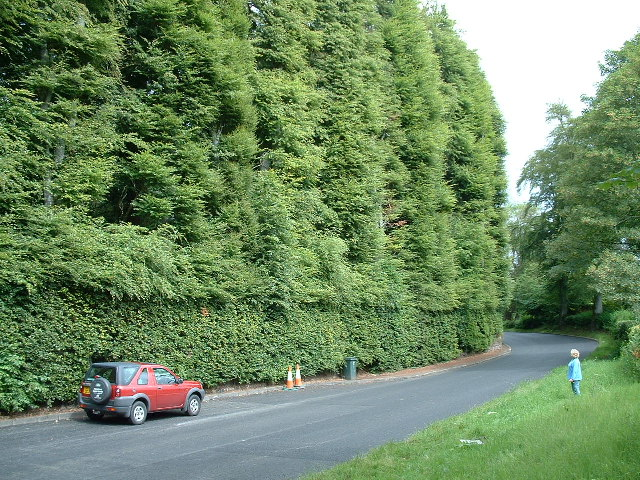
La haie de hêtres de Meikleour (Fagus sylvatica).

Seulement 31 espèces d'arbres et arbustes à feuilles caduques sont spécifiques à l'Écosse ; elles comprennent dix espèces de saules, quatre d'alisiers, ainsi que trois de bouleaux et de prunus.
La haie de hêtres de Meikleour, dans le district de Perth and Kinross, fut plantée à l'automne 1745 par Jean Mercer et son époux, Robert Murray Nairne. Cette haie de hêtres européens, longue de 530 mètres et haute de 30 mètres, figure dans le Livre Guinness des records comme la plus haute et la plus longue haie au monde en 2008,.
Le sorbier d'Arran est une espèce spécifique à l'île d'Arran. Le sorbier d'Arran (Sorbus arranensis) et Sorbus pseudofennica figurent parmi les espèces d'arbre les plus en danger d'extinction ; en effet, seuls 236 S. pseudofennica et 283 S. arranensis ont été recensés à l'état adulte en 1980,. Ces arbres ont évolué d'une manière particulièrement complexe, impliquant l'alisier des rochers S. rupicola, existant sur l'île proche de Holy Isle mais non sur Arran, et qui s'est croisée avec le sorbier S. aucuparia afin d'engendrer les nouvelles espèces. En 2007, il a été annoncé que deux spécimens d'un troisième hybride, S. pseudomeinichii avait été isolé sur Arran. Ce dernier arbre est issu d'un croisement entre le sorbier sauvage et S. pseudofennica.
Dans sa pièce Macbeth, Shakespeare fait référence à la forêt de Birnam, utilisée comme camouflage par l'armée de Malcolm Canmore avant la bataille de Dunsinane qui l'opposa à MacBeth. Le chêne de Birnam est un arbre ancien s'élevant à quelques centaines de mètres du centre de Birnam ; il peut être un vestige de la forêt de Birnam d'il y a 900 ans, et est considéré comme faisant partie de la légende,.
L'Université de Moray a entrepris en 2006 des recherches sur le possible usage commercial de l'argousier. Les baies orange peuvent être transformées en confitures, liqueurs et pommades ; les espèces sauvages poussent facilement, même sur la côte ouest particulièrement exposée aux intempéries.

#### Plantes aquatiques
Le trèfle d'eau et la lobélie d'eau sont des plantes communes des mares des étendues de landes ainsi que des lochans. Les nymphéacées telles que le nénuphar nain (Nuphar pumila), le nénuphar jaune (Nuphar lutea), et le nénuphar blanc (Nymphaea alba) sont également très répandues.
Les espèces du genre Eriocaulon ont soulevé la controverse parmi les botanistes quant à leur découverte, leur classification, et leur distribution. Les premiers éléments ont été retrouvés sur l'île de Skye, mais une certaine confusion a plus tard entouré l'identité de l'inventeur ainsi que le nom scientifique correct — un consensus s'est aujourd'hui établi à ce dernier sujet, et le nom a été fixé à Eriocaulon aquaticum. Les territoires d'Europe occupés par cette plante sont restreints à l'Écosse et à l'ouest de l'Irlande ; il s'agit de l'une de ces espèces courantes en Amérique du Nord mais rares en Europe.
Les eaux douces écossaises abritent également dans quelques endroits le cornifle immergé.

### Gymnospermes

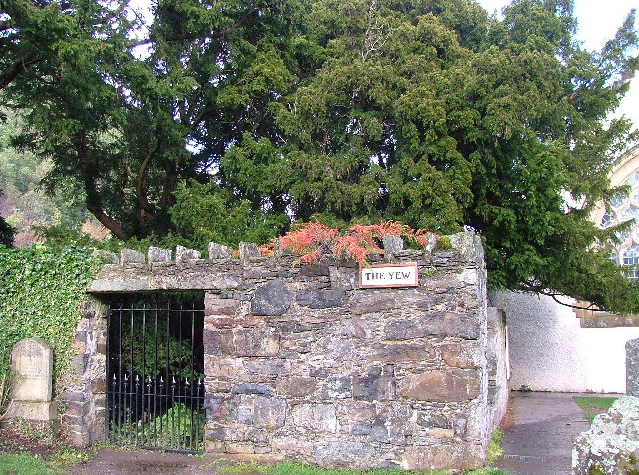
L'if de Fortingall (Taxus baccata).

Le pin sylvestre, le genévrier commun et, dans une moindre mesure, l'if, sont les seuls conifères véritablement autochtones de l'Écosse.
L'if de Fortingall est un arbre ancien du cimetière du village de Fortingall (Perthshire). Les estimations lui accordent un âge compris entre 2 000 et 5 000 ans ; d'après les dernières études,, son âge serait plus proche de la limite inférieure de 2 000 ans. Cela en fait l'arbre vivant le plus âgé d'Europe, bien que le système racinaire d'un épicéa commun situé en Suède soit considéré plus âgé,.
Les quatre plus grands arbres du Royaume-Uni se dressent en Écosse :
- le sapin de Douglas poussant près du château de Dunans est le plus haut de tous, sa cime s'élevant à 63,79 mètres du sol ;
- le sapin de Vancouver de Diana's Grove au château de Blair, qui mesure 62,7 mètres, est le second ;
- Dùghall Mòr (« le grand Douglas » en gaélique écossais), un autre sapin de Douglas, situé dans le Glen de Reelig, près d'Inverness, a longtemps été considéré comme étant le plus haut arbre de Grande-Bretagne jusqu'à un recensement du Sparsholt College en 2009[42],[43] ;
- un troisième sapin de Douglas situé à l'Ermitage, une forêt appartenant au National Trust for Scotland près de Dunkeld, a été reconnu par ce même recensement comme étant le quatrième plus grand, avec une hauteur de 61,31 mètres.

### Fougères
Sur le sol écossais se trouvent 45 % des espèces européennes de fougères.
La fougère aigle est très commune dans les régions d'altitude ; Phegopteris connectilis est, elle, courante dans les bois et les endroits abrités, tandis que Dryopteris affinis prolifère dans les régions ouvertes et boisées.
Trichomanes speciosum, ou fougère de Killarney, qui poussait autrefois sur l'île d'Arran, a été pensée éteinte en Écosse, jusqu'à la redécouverte de formes gamétophytes sur l'île de Skye en 2008.
D'autres espèces, plus rares, de fougères sont également présentes, telles que Woodsia alpina et W. ilvensis. Ces deux plantes furent identifiées comme étant des espèces différentes en 1785 par John Bolton, et l'espèce fut mise en danger par les collectionneurs de fougères de l'ère victorienne. Cystopteris dickieana, découverte à l'origine dans une grotte maritime du Kincardineshire, est une fougère rare au Royaume-Uni dont la distribution est restreinte à l'Écosse, bien que des recherches récentes suggèrent qu'elle puisse être une variante de C. fragilis plutôt qu'une espèce à part entière,.

## Plantes non vasculaires

### Bryophytes

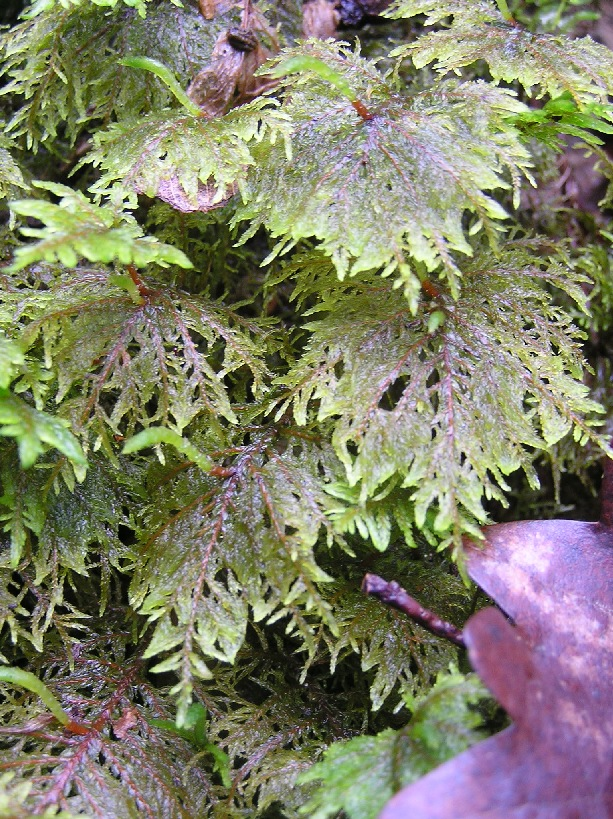
La mousse Hylocomium splendens.

58 % des espèces européennes de bryophytes sont trouvées sur le territoire écossais.
Parmi les mousses se développant en Écosse, la sphaigne est particulièrement répandue, formant de vastes tourbières. Les sphaignes sont aussi bien utilisées pour la réalisation de paniers suspendus que pour des usages médicaux, et sont longtemps restées l'un des principaux moyens de chauffage après découpe en briquettes et séchage.
D'autres espèces communes, abondamment présentes, sont Hylocomium splendens, Racomitrium lanuginosum et Polytrichum piliferum,,.
Les espèces endémiques comprennent Pohlia scotica, Bryum dixonii et Bryoerythrophyllum caledonicum,.
Dans les Cairngorms se trouvent de petits foyers de Hygrohypnum styriacum et de Plagiomnium medium, ainsi qu'une abondance de Andreaea frigida. Cette dernière espèce n'est représentée, au Royaume-Uni, que dans les Cairgorms et dans un seul autre site, en Angleterre cette fois,.
La côte ouest est riche en mousses océaniques telles que Cyclodictyon laetevirens, et le Ben Lawers fournit un habitat privilégié à des espèces rares comme Tayloria lingulata. Didymodon mamillosus est une endémique européenne qui ne croît qu'en quatre sites européens en dehors de l'Écosse et a été placée au tableau des espèces en danger de disparition.

## Champignons et lichens
Les lichens sont abondants ; 37 % des espèces européennes sont en effet représentées sur 0,75 % de la superficie de l'Europe. La plupart des surfaces rocheuses — excepté dans les endroits très exposés aux intempéries ou celles perpétuellement humides — sont à terme recouvertes de lichens ; Cladonia rangiferina y est une espèce commune. Les troncs et branches des grands arbres sont également un habitat favorable aux lichens ; Lobaria pulmonaria s'y développe particulièrement bien. Les importants gradients climatiques du territoire écossais, depuis le climat humide des régions boisées de la côte ouest jusqu'à l'environnement de toundra arctique des sommets des Cairngorms, ont pour conséquence la présence d'un grand nombre d'espèces. Les modèles bioclimatiques prévisionnels des années 2050 laissent prévoir une réduction draconienne de la diversité des espèces, en particulier dans les régions montagneuses.
Graphis alboscripta et Halecania rhypodiza sont deux espèces endémiques. La première est trouvée dans les bois de noisetiers de la côte ouest, et la seconde ne pousse qu'en deux sites des Highlands,.
Trente-cinq espèces ne se développent que dans le massif des Cairngorms. C'est le cas d'Alectoria ochroleuca, Rinodian parasitica et Cladonia trasii. D'autres espèces rares au Royaume-Uni, telles que Jamesiella scotica, Cladonia botrytes et Ramalina polymorpha, sont retrouvées dans les Cairngorms.
Autrefois, les lichens étaient utilisés pour teindre les tissus et, entre autres, les laines entrant dans la confection du tartan des kilts.
Il existe plus de 12 000 espèces de champignons en Écosse.

## Protection de l'environnement

### Législation
Le Wildlife and Countryside Act 1981 est l'une des lois majeures de la protection de l'environnement au Royaume-Uni. Le texte interdit le déracinement et la destruction de plantes sans l'accord du propriétaire du terrain, ainsi que la cueillette de n'importe quelle partie des espèces les plus menacées, qui sont listées dans l'annexe 8. La vente de plantes sauvages, menacées ou non, est également interdite.
Le texte a été complété, en 2004, par le Nature Conservation (Scotland) Act 2004, qui améliore la protection des Sites d'intérêt scientifique particulier, renforce les sanctions pénales en cas d'atteinte à l'environnement, et confie à chaque organisme public écossais une mission de protection de la biodiversité.

### Organismes gouvernementaux

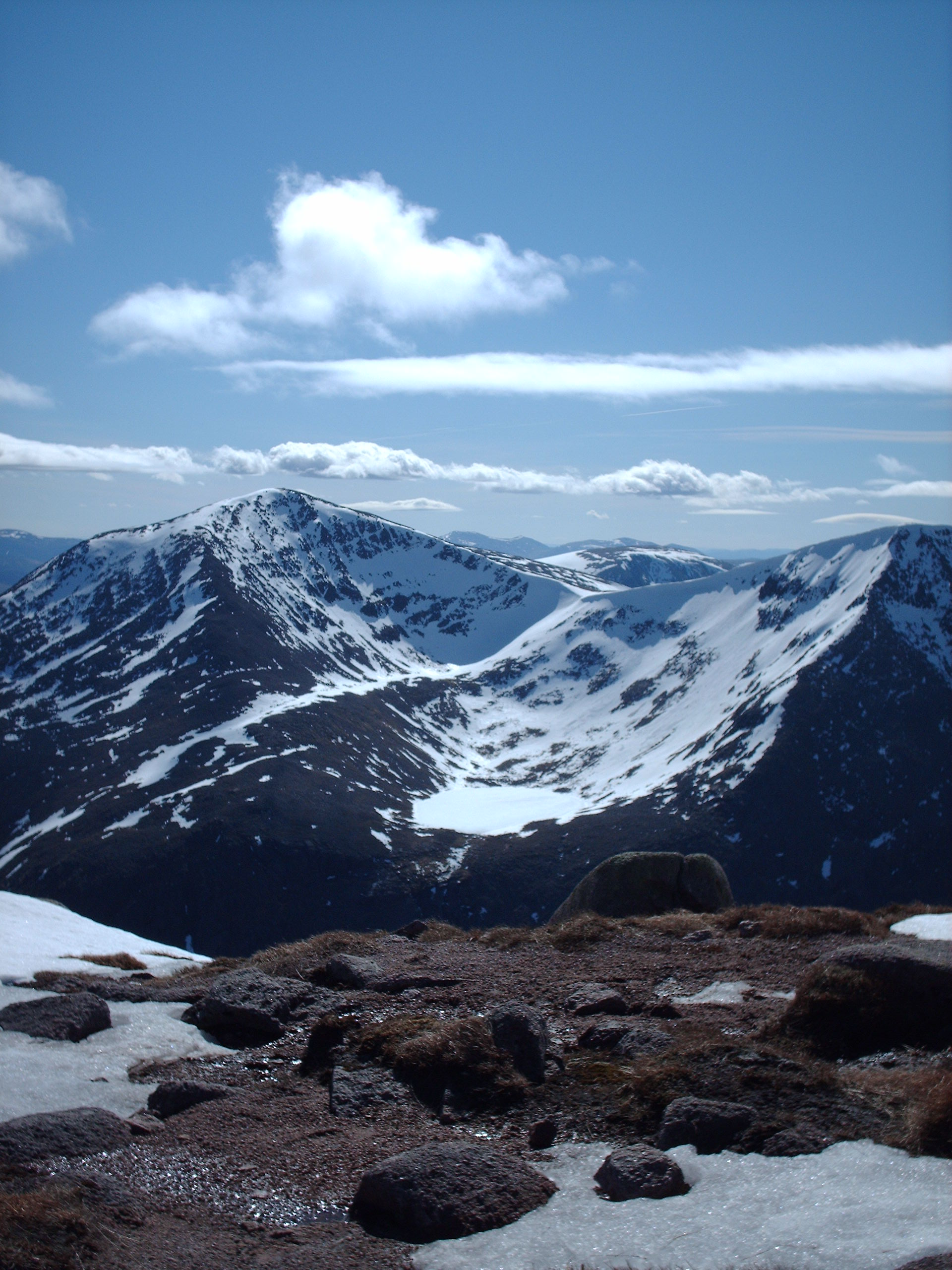
Cairn Toul et le Sgor an Lochain Uaine, dans le Parc National des Cairngorms.

La préservation de l'environnement naturel est bien développée au Royaume-Uni. Plusieurs organismes publics ont un rôle important dans la protection de la flore.
Le Scottish Natural Heritage est le corps administratif responsable de la gestion des territoires naturels en Écosse. L'une de leurs missions est d'établir des National Nature Reserves (litt. « Réserves naturelles nationales ») ; ces zones étaient au nombre de 73 en 2004, mais une révision des critères a amené de nombreux sites à perdre leur statut, abaissant le nombre de NNR à 55 en 2006.
La branche écossaise de la Forestry Commission agit sous mandat du gouvernement écossais ; il s'agit de l'un des plus grands propriétaires terriens du pays. Le Joint Nature Conservation Committee possède, lui, un rôle de conseil auprès du gouvernement sur les sujets de protection de l'environnement.

### Associations caritatives
De nombreuses associations caritatives et bénévoles jouent un rôle important dans la protection de l'environnement écossais.
Le National Trust for Scotland est une organisation caritative dont le rôle est de protéger et de promouvoir l'héritage culturel et naturel écossais. Avec plus de 270 000 membres, il s'agit de la plus importante organisation de ce type en Écosse.
La Société royale pour la protection des oiseaux a pour but la conservation des oiseaux et des autres espèces d'animaux sauvages par la protection et la re-création des habitats naturels.
Le John Muir Trust est une autre organisation caritative dont l'objectif est de protéger les territoires sauvages et les espèces s'y développant, par l'achat des terres, la promotion de l'éducation et de la biologie de la conservation. Le trust possède et gère des domaines à Knoydart, Assynt, et Skye, ainsi que dans la chaîne du Ben Nevis et dans d'autres régions sauvages de l'Écosse.
Trees for Life est une organisation caritative qui cherche à restaurer une forêt sauvage dans le Nord-Ouest des Highlands ainsi que dans les Grampians.

### Parcs nationaux
L'Écosse possède deux parcs nationaux. Le parc national des Cairngorms comprend la plus vaste région de paysage de montagnes arctiques du Royaume-Uni. Les sites recensés comme étant d'une importance particulière au sein du patrimoine naturel écossais occupent 39 % du terrain et sont d'une importance significative au niveau européen. Le parc national des Trossachs et du Loch Lomond abrite, lui, le plus grand lac de Grande-Bretagne, ainsi que les montagnes de Breadalbane et les lochs de mer d'Argyll.
Sous l'impulsion de la Directive européenne habitats, 230 sites écossais représentant une surface de 8 748 km2 ont été proposés le 31 mars 2003 au statut de zones spéciales de conservation par le gouvernement britannique.

## La flore dans la culture écossaise

### Chardon
Le chardon aux ânes (Onopordum acanthium) est l'un des symboles nationaux de l'Écosse depuis le règne d'Alexandre III (1249-1286) ; il fut utilisé dès 1470 sur des pièces d'argent frappées sous Jacques III.
La légende veut qu'une armée ennemie ait autrefois tenté d'attaquer les Écossais de nuit. L'un des soldats étrangers, probablement pieds-nus, aurait marché sur un chardon ; son cri aurait éveillé les sentinelles écossaises, qui auraient alors sonné l'alerte. Certaines sources suggèrent qu'il s'agirait de la bataille de Largs, qui a marqué le début du retrait du souverain viking Håkon IV de Norvège. Dans certaines variantes de la légende, il s'agit d'une armée anglaise.
L'Ordre du Chardon est un ordre de chevalerie écossais, institué le 6 juin 1687, par le roi d’Angleterre Jacques II et roi d'Écosse sous le nom de Jacques VII, qui régna sur les deux pays de 1685 à 1689. Leur devise est Nemo me impune lacessit, ce qui signifie : « Personne ne me provoque impunément ». Le siège de l’Ordre se situe dans la cathédrale Saint-Gilles d'Édimbourg, Thistle Chapel. Il s'agit de la plus haute décoration spécifiquement écossaise, équivalente à l'Ordre de la Jarretière en Angleterre, auquel il est second dans le protocole.

### Algues

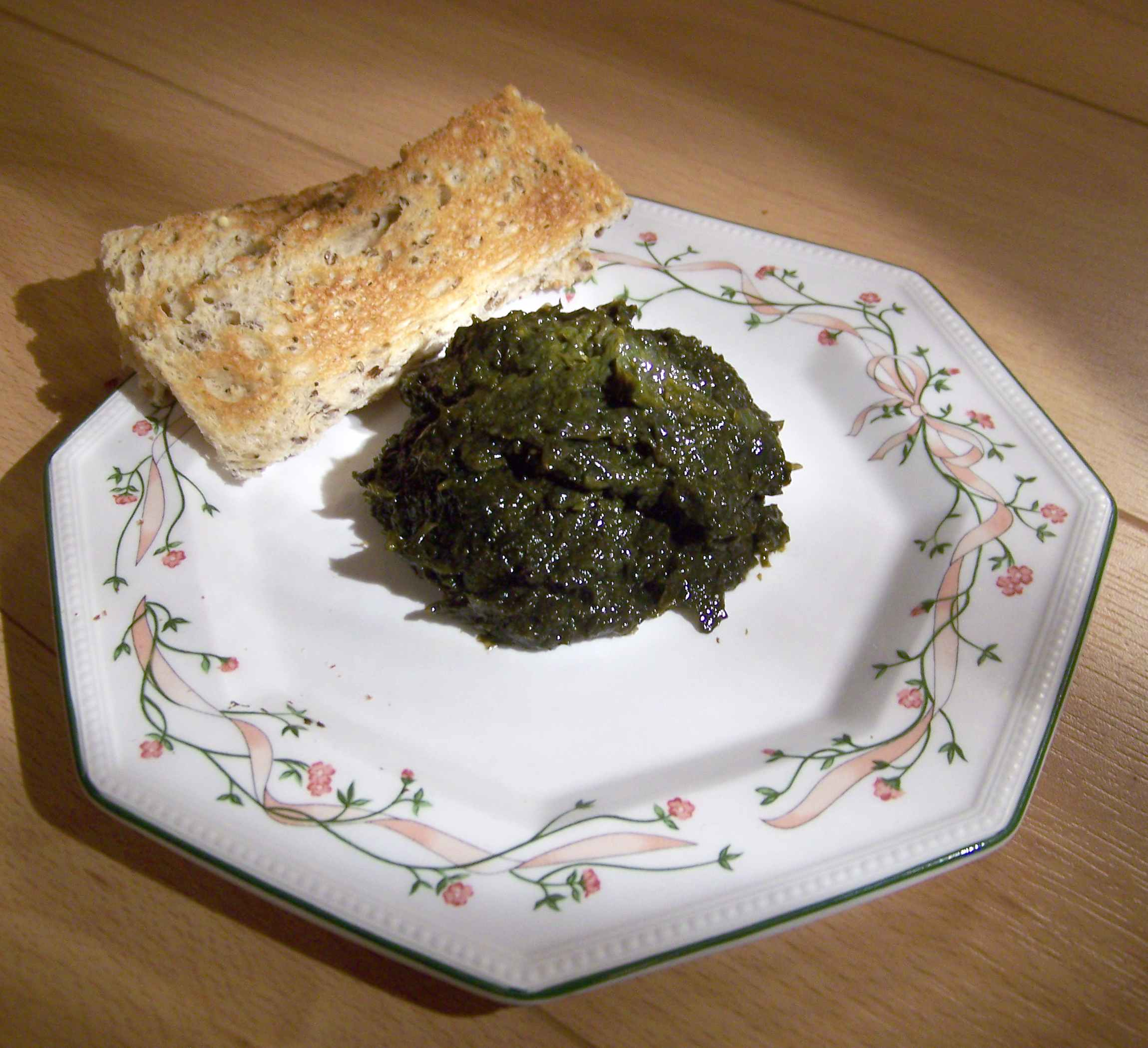
Une algue connue comme sloke en Écosse constituait une partie importante du régime des Hébrides, où elle était broyée et mijotée avec du beurre.

Les algues d'Argyll and Bute figurent en bonne place dans l'un des plus anciens recensements, entrepris par John Lightfoot au XVIIIe siècle, et publié dans Flora Scotica. Il trouve en effet la Pelvetia canaliculata le long des côtes de Bute, la Delesseria sanguinea, et également des nostocs à Mull qui étaient alors perçus comme algues bien qu'il s'agisse de cyanobactéries. Les algues étaient très utilisées dans l'alimentation, ce qui est depuis tombé en désuétude. Les moines de saint Columba ramassaient ainsi la Palmaria palmata, dont une des recettes est la soupe càl duilisg où elle est mélangée avec de l'avoine. La fausse-tige de la Laminaria digitata, encore vendue de nos jours pour usage alimentaire, était consommée cuite et étalée sur des sortes de gâteaux plats appelés bannocks, ou crue et trempée dans du whisky. La consommation d'algues faisait partie de la vie quotidienne. Par exemple, les enfants de Tiree allaient le long des plages pour ramasser l’Alaria esculenta dont ils croquaient la tige. L'usage des algues dans l'alimentation n'était pas cantonné à leur consommation directe. De la même façon qu'elles sont maintenant utilisées de façon indirecte dans l'industrie agroalimentaire (par exemple pour les gélifiant-épaississants), les algues étaient réduites en cendres pour trouver un nouvel usage : substitut au sel. Dans ce cadre, elles étaient employées à la conservation d'aliments ou à saler le fromage. Les algues constituaient aussi le principal engrais dans des îles comme Mull, où elles étaient transportées par chevaux ou dans des casiers.